# Patronimik
Patronimik (patronimičen lat. patronimicus iz gr. pater; oče in onyma; ime), je poočeteno ime, ime izpeljano po očetovem imenu.
Patronimik je osebno ime, na Slovenskem praviloma priimek, ki je nastal iz imena očeta, npr. Petrič iz Peter, Kovačič iz Kovač. Priimek Petrič je prvotno pomenil 'Petrov sin', priimek Kovačič pa ali 'kovačev sin' ali 'Kovačev sin'. V tem in mnogih drugih primerih namreč ni ugotovljeno, ali je podstava še občno ime ali lastno ime. Ni ugotovljeno, ali je bil prvi nosilec priimka Kovačič sin kovača ali sin nekoga z vzdevkom Kovač, ki pa je bil zelo verjetno tudi kovač.